# Arundinaria wightiana
Arundinaria wightiana är en gräsart som beskrevs av Christian Gottfried Daniel Nees von Esenbeck. Arundinaria wightiana ingår i släktet Arundinaria och familjen gräs. Inga underarter finns listade i Catalogue of Life.